# جيمس هنري ميلز
جيمس هنري ميلز (بالإنجليزية: James Henry Mills)‏ هو عسكري أمريكي، ولد في 2 مايو 1923 في فورت ميد في الولايات المتحدة، وتوفي في 11 نوفمبر 1973 في غينزفيل في الولايات المتحدة.